# Tzveta Sofronieva

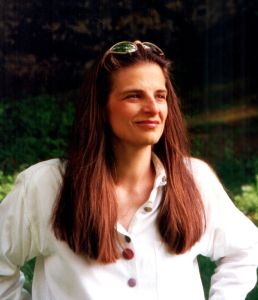
Tzveta Sofronieva

Tzveta Sofronieva (bulgarisch Цвета Софрониева, * 1963 in Sofia) ist eine  deutsche Dichterin, Essayistin und Prosaautorin bulgarischer Herkunft.

## Leben
Sofronieva stammt  aus Sofia, wo sie ihre Kindheit und Schulzeit verbrachte. Nach einem Diplom in Physik 1986 promovierte sie 1991 über kulturelle Einflüsse auf den Wissenstransfer und studierte Poesie bei Joseph Brodsky. Forschungsaufenthalte führten sie unter anderem in die USA, Kanada und Großbritannien. 1993–2000 arbeitete sie als Kulturkorrespondentin von Radio Free Europe in Berlin.
Sie publiziert seit Anfang der 1980er Jahre Gedichte, Essays, Theatertexte, Erzählungen, Nachdichtungen und kulturwissenschaftliche Artikel. Erste Kenntnisse des Deutschen als ihrer fünften Sprache erwarb sie mit 28 Jahren. Sie veröffentlicht seit 1995 in Anthologien deutschsprachige Erzählungen und Essays und im Jahre 2007 in Akzente und Manuskripte ihre ersten deutschen Gedichte. Mitte der 1990er Jahre initiierte sie das Netzwerk „Verbotene Worte“ über das Gedächtnis der Worte in der Mehrsprachigkeit. Sie engagiert sich für Web Streaming Poetry und für Verbindungen zwischen Wissenschaft und Literatur.
Sie schreibt in bulgarischer, deutscher und englischer Sprache und lebt  in Berlin.

## Auszeichnungen
Einen ersten Preis für Poesie bekam Sofronieva 1988 von der Bulgarischen Akademie der Wissenschaften, 2009 ist sie Adelbert-von-Chamisso-Förderpreisträgerin. Stipendien führten sie 1991 als Walther-Rathenau-Fellow nach Berlin, 1992 als Visiting Fellow in St. John’s College, University of Cambridge und zum Hay-on-Wye Festival of Literature & Arts nach Großbritannien, 1996 als Literaturstipendiatin in die Akademie Schloss Solitude in Stuttgart und 2005 in die Villa Aurora in Los Angeles. Im Jahr 2010 erhielt sie einen Auftrag als Author-in-Residence am Max-Planck-Institut für Wissenschaftsgeschichte in Berlin.

## Werke (Auswahl)

### Gedichtbände
- Anthroposzene, hrsg. von Johanna Domokos, hochroth, Bielefeld 2017, ISBN 978-3-902871-98-5
- Landschaften, Ufer.  Gedichte, Edition Lyrik Kabinett bei Hanser, München 2013, ISBN 978-3-446-24339-2
- Eine Hand voll Wasser. Deutsche Gedichte, Aschersleben: Unartig Verlag, 2008, ISBN 978-3-9810379-6-8
- Завръщането на белия бик, Gedichte. Plovdiv: Zhanet45, 2007
- Раз-познавания, Gedichte, Plovdiv: Zhanet45, 2006
- Gefangen im Licht, Gedichte, Bulgarisch/Deutsch. Übersetzungen: Gabi Tiemann. Marburg an der Lahn: Biblion, 1999
- Зачеваща памет, Gedichte, Sofia: Prosoretz, 1995
- Chicago Blues, Gedichte, Bulgarisch und Englisch. Sofia: SPO, 1992

### Poesieveröffentlichungen (Auswahl)
- Drei Frauen. Gedichte Deutsch-Finnisch-Bulgarisch. Sabine Kleinert, Tzveta Sofronieva, Orvokki Vääriskoski, Leipzig 2009,  ISBN 978-3-86703-999-4
- Merci, Paris, Manuskripte, Heft 178, Graz, 2007
- Gedichte, Akzente, Heft 3, 2007, München
- Gedichte, Wespennest, 140, 2005, Übers.: Alexander Sitzmann
- Gedichte, Neue Sirene, Nr. 8, München 1998, Übers.: Gabi Tiemann

### Erzählungen
- Diese Stadt kann auch weiß sein. 112 Seiten. Verlag Hans Schiler, Tübingen 2010. ISBN 978-3-89930-329-2.
- Frau T., in: Transcript Review 25/2006 Großbritannien
- Trost, in: Verbotene Worte, Biblion, 2005
- frau auf frau, in: Mein heimliches Auge, Das Jahrbuch der Erotik XIX, Konkursbuchverlag, Tübingen, 2004
- Berlin-Sofia-Berlin, in: Feuer, Lebenslust! Erzählungen deutscher Einwanderer, Klett-Cotta, Stuttgart 2003
- Anatomiestunde der Dr. E. Tulp, Belastete (W)orte, belastete Landschaften, Bilder und Texte, mit Maria Chilf, MDSE, Bitterfeld, 2003
- Reise in die Einsamkeit, in: Jahrbuch 3 Akademie Schloß Solitude, Edition Solitude, Stuttgart 1996
- Diese Stadt kann auch weiß sein, in: Vielfalt der Stimmen, Jovis, Berlin, 1995

### Theatererzählung
- Saga über den abgerissenen Hof oder die Familie des Memoirenschreibers, veröffentlicht auf Bulgarisch in Gestus, Sofia, 1996. Experimentelle Aufführung auf Deutsch, Regie: Thomas Milz und Goran Gugulowski, Landestheater Tübingen und Akademie Schloß Solitude, 1996, Internationales Theaterfestival Varna, Bulgarien, 1998

### Herausgaben auf Deutsch
- Verbotene Worte, eine Anthologie über das Gedächtnis der Sprache und die Begegnungen in der Mehrsprachigkeit, Biblion, München, 2005